# 傑夫·霍納塞克
傑夫·霍納塞克（英語：Jeff Hornacek，1963年5月3日—），美国NBA篮球员、教练，有死光槍之稱，球員年代曾效力猶他爵士，與約翰·史托頓、卡爾·馬龍等曾兩度打入NBA總決賽，均鎩羽而歸。退役後曾執教於菲尼克斯太阳和紐約尼克，曾擔任傑里·斯隆和泰隆·科賓的猶他爵士和斯蒂芬·塞拉斯休士頓火箭助理教練。

## 生平

### 球員生涯
參加1986年NBA選秀，被鳳凰城太陽隊以第二輪46位選中。於生涯第二季已成為隊中主力。
1992年，太陽以他、Andrew Lang、Tim Perry向費城76人隊交換「惡漢」查爾斯·巴克利。
1994年再被與猶他爵士隊交換杰夫·马龙。加盟後與约翰·斯托克顿及卡爾·馬龍合作無間，成為NBA奪冠熱門，號稱「爵士三寶」或「爵士三老」。
1997年和1998年，他們率領爵士連續兩年殺入NBA總決賽，可惜倒在喬丹的芝加哥公牛鐵蹄之下。但現今多數人只記得爵士雙人組(馬龍及斯托克顿)，霍納塞克因而成為無名英雄。
他的14號球衣於2002年12月20日被爵士光榮退休。
NBA稱他的三分球猶如"死光槍"。

### 教練生涯
退休後的霍納塞克曾於鳳凰城太陽擔任訓練員一職。及後再回到猶他爵士擔任三分球的訓練員。
2013年5月27日，霍納塞克宣布同意鳳凰城太陽提出的三年合約，成為太陽新任總教練。
2016年2月1日，霍納塞克被太陽開除。
2016年5月18日，紐約尼克宣布前太陽總教練霍納塞克合約內容是3年1500萬美元，平均年薪達500萬。
根據《ESPN》報導，尼克預計近日會替霍納塞克舉辦加盟記者會，53歲的他是球隊近6季第5位總教練，總裁「禪師」Phil Jackson找的第2位。有趣的是，這張合約沒有第4年選擇權擔任總教練。取代原本代理總教練科特·兰比斯。
尼克高層已通知球隊總教練霍納塞克被解職的消息，他本季僅率隊打出29勝53敗的慘澹戰績。
2020年12月1日，霍納塞克確定加入新任火箭隊總教練斯蒂芬·塞拉斯的教練團。

## 戰術風格
霍納塞克延續前太陽隊教頭麥克·狄安東尼(Mike D'Antoni)的跑轟戰術(Run and Gun)，

## 主教练战绩
| 队伍       | 赛季    | 常规赛 | 常规赛 | 常规赛 | 常规赛 | 常规赛 | 季后赛 | 季后赛 | 季后赛 | 季后赛 | 季后赛 |
| 队伍       | 赛季    | 比赛   | 胜     | 负     | 胜率   | 排名   | 比赛   | 胜     | 负     | 胜率   | 结果   |
| ---------- | ------- | ------ | ------ | ------ | ------ | ------ | ------ | ------ | ------ | ------ | ------ |
| 凤凰城太阳 | 2013-14 | 82     | 48     | 34     | .585   | 3      | -      | -      | -      | .---   | 未进入 |
| 凤凰城太阳 | 2014-15 | 82     | 39     | 43     | .476   | 3      | -      | -      | -      | –      | 未进入 |
| 凤凰城太阳 | 2015-16 | 49     | 14     | 35     | .286   | 4      | -      | -      | -      | –      | 解雇   |
| NYK        | 2016-17 | 82     | 31     | 51     | .378   | 3      | -      | -      | -      | –      | 未进入 |
| 紐約尼克   | 2017-18 | 82     | 29     | 53     | .354   | 4      |        |        |        |        | 未進入 |
| 总计       | 总计    | 377    | 161    | 216    | .427   |        |        |        |        | –      |        |

## 外部連結
- 傑夫·霍納塞克在fiba.basketball（英语）
- 傑夫·霍納塞克在NBA官網（英语）
- 傑夫·霍納塞克在Basketball-Reference.com（NBA）（英语）
- 傑夫·霍納塞克在Sports-Reference.com（NCAA）（英语）
- 傑夫·霍納塞克在Eurobasket.com（球員）（英语）
- 傑夫·霍納塞克在Proballers（英语）
- 傑夫·霍納塞克在RealGM（英语）
- 傑夫·霍納塞克在Basketball-Reference.com（NBA教練）（英语）
- 傑夫·霍納塞克在Eurobasket.com（教練）（英语）

| 前任： 林賽·亨特   | 鳳凰城太陽主教练 2013–2016 | 繼任： 厄爾·沃特森   |
| 前任： 科特·蘭比斯 | 紐約尼克斯主教练 2016–2018 | 繼任： 大衛·費茲戴爾 |